# Suore della Presentazione della Beata Vergine Maria (Newburgh)
Le Suore della Presentazione della Beata Vergine Maria, dette di Newburgh (in inglese Sisters of the Presentation of the Blessed Virgin Mary; sigla P.B.V.M.), sono un istituto religioso femminile di diritto pontificio.

## Storia
Le origini della congregazione si ricollegano a quelle delle suore della Presentazione fondate nel 1775 in Irlanda da Nano Nagle.
Nel 1874, con il permesso di papa Pio IX, una comunità di religiose della Presentazione provenienti dai conventi irlandesi di Terenure, Clondalkin e Tuam, si stabilì presso la chiesa di Saint Michael a New York, dove il parroco Arthur Donnelly intendeva aprire una scuola. La sede principale della comunità nel 1926 fu fissata a Newburgh.
Le costituzioni dell'istituto furono approvate dalla Santa Sede il 22 febbraio 1946.

## Attività e diffusione
Le suore si dedicano all'istruzione e all'educazione cristiana della gioventù.
Le suore sono presenti in varie località degli Stati Uniti d'America; la sede generalizia è a New Windsor, nello stato di New York.
Alla fine del 2015 l'istituto contava 115 religiose in 20 case.